# Bande d'octave
Pour les articles homonymes, voir bande.
Les bandes d'octave ou de tiers d'octave sont, en acoustique, des bandes de l'échelle des fréquences permettant une analyse simplifiée, d'un bruit par exemple.

## Principe
Pour analyser un son, on a fréquemment recours à une analyse spectrale. Typiquement, un type de phénomène va correspondre à une gamme de fréquences donnée. Par exemple, si une machine tourne à une fréquence ƒ0, le bruit va avoir un pic de fréquence à ƒ0 ; si certaines pièces se mettent en vibration, on va probablement avoir des pics aux harmoniques 2 × ƒ0, 3 × ƒ0, …, n × ƒ0. Si une bague de roulements à billes présente un défaut, alors apparaîtra un bruit dont la fréquence correspond au passage des billes sur le défaut. Ainsi, la surveillance de telle ou telle fréquence donne des renseignements sur la nature des phénomènes en jeu, et sur leur évolution.
Pour simplifier cette analyse et en réduire le coût, on découpe le spectre en bandes de fréquences. L'idée est d'avoir des bandes à largeur relative constante Δƒ/ƒ, ce qui correspond au processus de l'audition humaine. En effet, une octave correspond au doublement de la fréquence ; ainsi on a une octave de 100 à 200 Hz (largeur 100 Hz) mais aussi une octave entre 10 000 et 20 000 Hz (largeur 10 000 Hz).
L'analyse par octave est assez grossière et les applications pratiques font le plus souvent appel à l'analyse par tiers d'octave. On dira que telle bande de fréquence comprend plus ou moins de pression acoustique qu'une autre, sans se concentrer sur une fréquence précise. Une analyse encore plus fine que le tiers d'octave est possible et même souvent utilisée dans les activités de recherche et d'étude.
La norme internationale ISO 266 définit les fréquences centrales et les caractéristiques des filtres servant à les distinguer. Les fréquences s'obtiennent en multipliant ou en divisant la fréquence pivot, 1 000 Hz, par 2 pour les octaves et racine cubique de 2 (1,25992104989) pour les tiers d'octave, pour chaque bande, avant d'arrondir aux valeurs normales prévues par la norme ISO 3.

## Bandes d'octave et de tiers d'octave
Le tableau suivant donne les fréquences centrales normalisées ƒc des bandes.
| Bandes d'octave | Bandes de tiers d'octave |
| --------------- | ------------------------ |
| Hz              |                          |
| 31,5            | 25                       |
| 31,5            | 31,5                     |
| 31,5            | 40                       |
| 63              | 50                       |
| 63              | 63                       |
| 63              | 80                       |
| 125             | 100                      |
| 125             | 125                      |
| 125             | 160                      |
| 250             | 200                      |
| 250             | 250                      |
| 250             | 315                      |
| 500             | 400                      |
| 500             | 500                      |
| 500             | 630                      |
| 1 000           | 800                      |
| 1 000           | 1 000                    |
| 1 000           | 1 250                    |
| 2 000           | 1 600                    |
| 2 000           | 2 000                    |
| 2 000           | 2 500                    |
| 4 000           | 3 150                    |
| 4 000           | 4 000                    |
| 4 000           | 5 000                    |
| 8 000           | 6 300                    |
| 8 000           | 8 000                    |
| 8 000           | 10 000                   |
| 16 000          | 12 500                   |
| 16 000          | 16 000                   |
| 16 000          | 20 000                   |

La bande de fréquence est calculée en fonction de la fréquence centrale :
- pour les bandes d'octave, la fréquence centrale est divisée par la racine carrée de deux {\displaystyle ({\sqrt {2}}\simeq 1,414)} pour avoir la fréquence inférieure ƒi, et multipliée par cette même valeur pour avoir la fréquence supérieure ƒs ; ainsi, le rapport ƒs/ƒi vaut bien (ƒc × √2)/(ƒc/√2) = 2 ;
- pour les bandes de tiers d'octave, la fréquence centrale est divisée par la racine sixième de deux ({\displaystyle {\sqrt[{6}]{2}}\simeq 1,122}) pour avoir la fréquence inférieure ƒi, et multipliée par cette même valeur pour avoir la fréquence supérieure ƒs ; ainsi, le rapport ƒs/ƒi vaut bien (ƒc × 21/6)/(ƒc/21/6) = 21/3

| Fréquence            | Bande d'octave | Bande de tiers d'octave |
| -------------------- | -------------- | ----------------------- |
| Fréquence centrale   | ƒc             | ƒc                      |
| Fréquence inférieure | ƒc/21/2        | ƒc/21/6                 |
| Fréquence supérieure | ƒc × 21/2      | ƒc × 21/6               |